# Дарда (община Корча)
Вижте пояснителната страница за други значения на Дарда.
Дарда или Круша (на албански: Dardhë или Dardha) е село в Албания в община Корча, област Корча. До 2015 година селото е част от община Дреново.

## География
Селото е разположено в областта Девол, в югоизточното подножие на планината Морава, южно от град Корча.

## История
На Етнографската карта на Битолския вилает на Картографския институт в София от 1901 година Дарда е чисто българско село в Корчанската каза на Корчанския санджак с 270 къщи.
Според Георги Христов „Големите села Круша (Дарда), Бобощица и Дреново са още изцяло български“.
В Екзархийската статистика за 1908/1909 година Атанас Шопов поставя Дарда в списъка на „българо-патриаршеските села“ в Корчанска каза.
Според Георги Константинов Бистрицки Круша (Дарда по албански) преди Балканската война има 400 полуалбанчени български къщи.
Къщата на Олга Паза в 2009 година е обявена за архитектурен паметник под № 348. В 1970 година за културен паметник под № 68/7 е обявен иконостасът на църквата „Свети Георги“.

## Личности
Родени в Дарда
- Костадин Зограф и Атанас Зограф, зографи от XVIII век, представители на Корчанската школа
- Поликарп Биткукис (Дарданчанин, Весис, Боцис, ? – 1821), лариски митрополит
- Сотир Печи (1873 – 1932), албански политик и просветен деец
- Теодор Лачо (1936 – 2016), албански писател и дипломат
- Томас Наси (1892 – 1964), албански и американски музикант и просветен деец